# Dejan Raičković
Dejan Raičković, född 27 oktober 1967 i Titograd, nuvarande Podgorica, är en jugoslavisk fotbollsspelare och tränare. 